# バットマン:バッド・ブラッド
『バットマン:バッド・ブラッド』（英: Batman: Bad Blood）は、DCコミックスが刊行する『バットマン』を原作とするOVA。2015年に発売された『バットマン VS. ロビン』の続編。2016年1月20日にデジタル配信が開始、2016年2月2日にBlu-rayとDVDで発売された。日本では2016年2月24日にデジタル配信が開始、同日にBlu-rayで発売された。

## キャスト
- ブルース・ウェイン / バットマン - ジェイソン・オマラ
- ディック・グレイソン / ナイトウィング - シーン・マーハー（英語版）
- ケイト・ケイン / バットウーマン - イヴォンヌ・ストラホフスキー
- ダミアン・ウェイン / ロビン - スチュアート・アラン（英語版）
- ルーク・フォックス / バットウィング（英語版） - ガイウス・チャールズ（英語版）
- アルフレッド・ペニーワース - ジェームス・ギャレット
- タリア・アル・グール（英語版） - モリーナ・バッカリン
- ブラックマスク - スティーヴン・ブルーム
- ルーシャス・フォックス - アーニー・ハドソン
- ジェームズ・ゴードン - ブルース・トーマス
- レニー・モントーヤ（英語版） - ヴァネッサ・マーシャル
- 大統領 - リチャード・マクグナグル

## 映像ソフト
『バットマン バッド・ブラッド』
製品情報
2016年2月24日発売
品番 1000593539
JAN 4548967249002
特典映像
- 『バットマン:ブレイブ&ボールド』第49話「明日の騎士たち」
- 『バットマン:ブレイブ&ボールド』第46話「入れかわった心」
- アクション･シーンの創造
- バットファミリー
- 『Justice League vs. Teen Titans』ダイジェスト